# Jim Driscoll (Boxer)

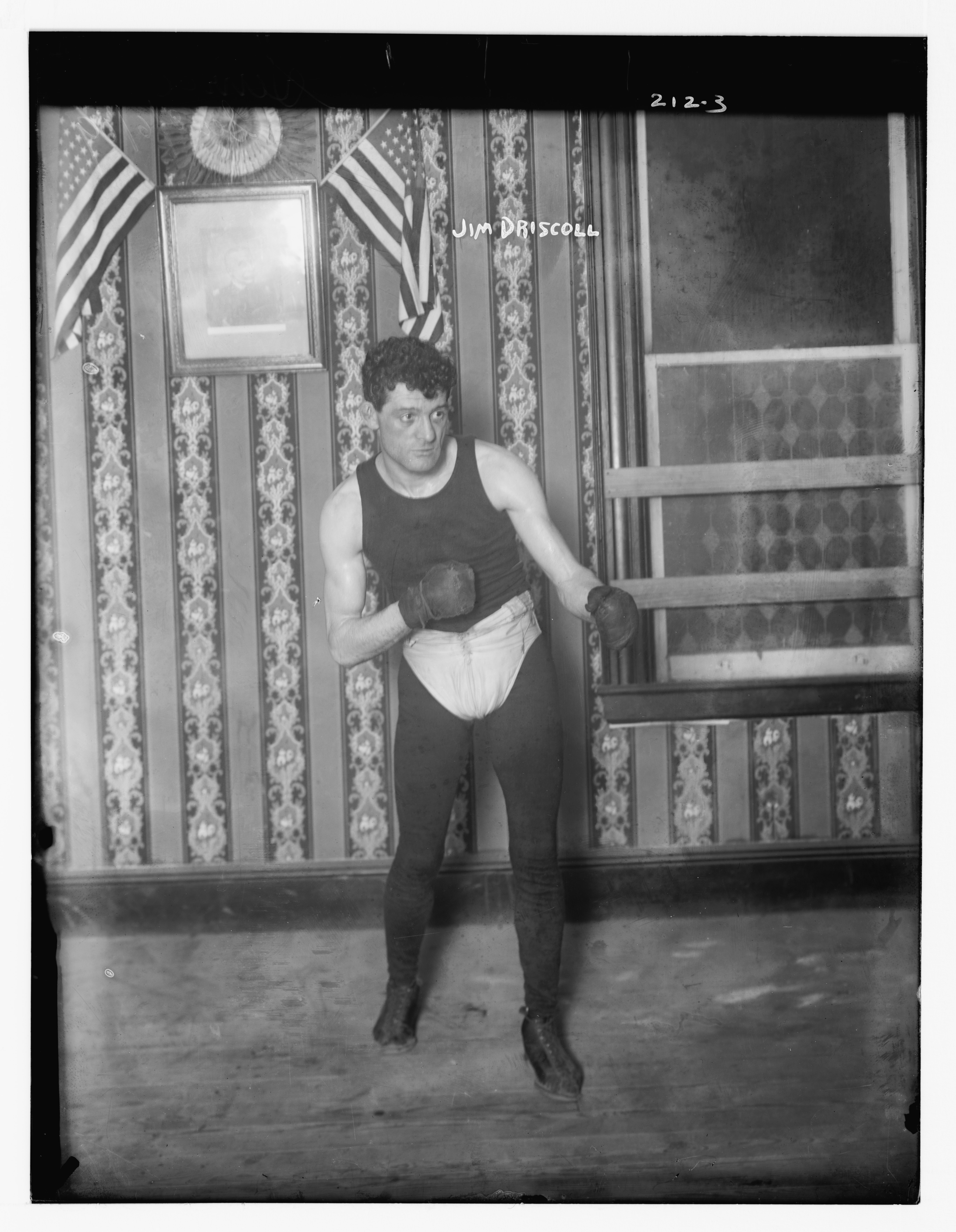
Jim Driscoll

Jim Driscoll (* 15. Dezember 1880 in Cardiff, Wales, Vereinigtes Königreich; † 30. Januar 1925 ebenda) war ein britischer Boxer im Federgewicht. Charley Harvey managte ihn während seiner gesamten Karriere.
Im Jahr 1990 wurde Driscoll in die International Boxing Hall of Fame aufgenommen.